# ヨハン・フランデ
ヨハン・カルロス・コンセプシオン・フランデ（Yohan Carlos Concepción Flande, 1986年1月27日 - ）は、ドミニカ共和国・エル・セイボ州エル・セイボ出身のプロ野球選手（投手）。現在はフリーエージェント（FA）。左投左打。

## 経歴

### プロ入りとフィリーズ傘下時代
2004年12月13日にフィラデルフィア・フィリーズと契約。
2006年、傘下のルーキー級ドミニカン・サマーリーグ・フィリーズ戦でプロデビュー。13試合に登板し、6勝1敗・防御率2.08だった。
2007年はルーキー級ドミニカン・サマーリーグで13試合に登板し、3勝2敗・防御率2.36だった。
2008年はルーキー級ガルフ・コーストリーグ・フィリーズで10試合に登板し、4勝1敗・防御率2.19だった。
2009年はA+級クリアウォーター・スレッシャーズで13試合に登板し、7勝1敗・防御率2.52だった。6月にAA級レディング・フィリーズへ昇格。13試合に登板し、4勝4敗・防御率4.58だった。オフの11月17日にフィリーズとメジャー契約を結び、40人枠入りを果たした。
2010年はAA級レディングで27試合に登板し、10勝8敗・防御率4.38だった。オフの12月7日に放出された。

### ブレーブス傘下時代
2010年12月22日にアトランタ・ブレーブスとマイナー契約を結んだ。
2011年は傘下のAAA級グウィネット・ブレーブスで33試合に登板し、8勝8敗・防御率4.01だった。
2012年はAAA級グウィネットで29試合に登板し、6勝11敗・防御率4.21だった。
2013年はAAA級グウィネットとAA級ミシシッピ・ブレーブスでプレー。AAA級グウィネットでは31試合に登板し、9勝7敗・防御率4.18だった。オフの11月5日にFAとなった。

### ロッキーズ時代
2013年11月25日にコロラド・ロッキーズとマイナー契約を結んだ。
2014年は傘下のAAA級コロラドスプリングス・スカイソックスで開幕を迎え、6月25日にロッキーズとメジャー契約を結んだ。同日のセントルイス・カージナルス戦で先発起用されメジャーデビュー。5回を投げ6安打4失点だったが、勝ち負けは付かなかった。6月30日のワシントン・ナショナルズ戦では、5.1回を投げ6安打3失点で降板し、メジャー初黒星を喫した。3試合に登板し、0勝2敗・防御率7.36と結果を残せず、7月8日にAAA級コロラドスプリングスへ降格した。7月に1度、9月にはロースター拡大で再昇格した。この年は16試合（先発10試合）に登板し、0勝6敗・防御率5.16の成績を残した。
2015年2月4日にカイル・ケンドリックの加入に伴ってDFAとなった。その後マイナー契約となりAA級ニューブリテン・ロックキャッツに所属したが、ブルックス・ブラウンが15日間の故障者リスト入り、ラファエル・イノアの降格、アダム・オッタビーノが60日間の故障者リストに移行したことに伴い、5月14日にメジャー契約を結び、昇格した。3試合に登板し7.1回を投げ自責点6と振るわず、5月26日にクリス・ルーシンの昇格に伴い、AAA級アルバカーキ・アイソトープス へ降格した。その後、6月30日に再昇格し、7月28日のシカゴ・カブス戦でメジャー初勝利を挙げた。この年は19試合（先発10試合）に登板し、3勝3敗・防御率4.74の成績を残した。オフの12月28日にマイナー契約で再契約した。
2016年はAAA級アルバカーキで開幕を迎え、6月25日にメジャー契約を結んで25人枠入りした。7月2日にDFAとなった。

### サムスン・ライオンズ時代
2016年7月11日、故障により退団したアレン・ウェブスターの代役として、韓国プロ野球のサムスン・ライオンズと契約した。同年サムスンの一軍では2勝を記録したが同年限りで退団。

### メキシカンリーグ時代
2017年3月30日にメキシカンリーグのアグアスカリエンテス・レイルロードメンと契約した。
2018年も引き続き契約を結んだが、シーズン終了後にFAとなる。
2019年5月27日にメキシカンリーグのラグナ・ユニオン・コットンファーマーズと契約を結んだ。7月8日にFAとなった。

## 詳細情報
| 年 度    | 球 団    | 登 板 | 先 発 | 完 投 | 完 封 | 無 四 球 | 勝 利 | 敗 戦 | セ 丨 ブ | ホ 丨 ル ド | 勝 率 | 打 者 | 投 球 回 | 被 安 打 | 被 本 塁 打 | 与 四 球 | 敬 遠 | 与 死 球 | 奪 三 振 | 暴 投 | ボ 丨 ク | 失 点 | 自 責 点 | 防 御 率 | W H I P |
| -------- | -------- | ----- | ----- | ----- | ----- | -------- | ----- | ----- | -------- | ----------- | ----- | ----- | -------- | -------- | ----------- | -------- | ----- | -------- | -------- | ----- | -------- | ----- | -------- | -------- | ------- |
| 2014     | COL      | 16    | 10    | 0     | 0     | 0        | 0     | 6     | 0        | 1           | .000  | 241   | 59.0     | 55       | 5           | 16       | 2     | 2        | 34       | 0     | 0        | 34    | 34       | 5.19     | 1.20    |
| 2015     | COL      | 19    | 10    | 0     | 0     | 0        | 3     | 3     | 0        | 0           | .500  | 296   | 68.1     | 73       | 14          | 25       | 3     | 1        | 43       | 1     | 1        | 36    | 36       | 4.74     | 1.43    |
| 2016     | COL      | 2     | 0     | 0     | 0     | 0        | 0     | 0     | 0        | 0           | ----  | 20    | 3.2      | 8        | 0           | 3        | 1     | 0        | 0        | 0     | 0        | 6     | 5        | 12.27    | 3.00    |
| 2016     | 三星     | 13    | 13    | 0     | 0     | 0        | 2     | 6     | 0        | 0           | .250  | 330   | 68.2     | 92       | 13          | 33       | 0     | 1        | 56       | 1     | 4        | 66    | 58       | 7.60     | 1.82    |
| MLB：3年 | MLB：3年 | 37    | 20    | 0     | 0     | 0        | 3     | 9     | 0        | 1           | .250  | 557   | 131.0    | 136      | 19          | 44       | 6     | 3        | 77       | 1     | 1        | 76    | 75       | 5.15     | 1.37    |
| KBO：1年 | KBO：1年 | 13    | 13    | 0     | 0     | 0        | 2     | 6     | 0        | 0           | .250  | 330   | 68.2     | 92       | 13          | 33       | 0     | 1        | 56       | 1     | 4        | 66    | 58       | 7.60     | 1.82    |

- 2018年度シーズン終了時

### 年度別守備成績
| 年 度 | 球 団 | 投手（P） | 投手（P） | 投手（P） | 投手（P） | 投手（P） | 投手（P） |
| 年 度 | 球 団 | 試 合     | 刺 殺     | 補 殺     | 失 策     | 併 殺     | 守 備 率  |
| ----- | ----- | --------- | --------- | --------- | --------- | --------- | --------- |
| 2014  | COL   | 16        | 6         | 8         | 0         | 0         | 1.000     |
| 2015  | COL   | 19        | 4         | 12        | 1         | 0         | .941      |
| 2016  | COL   | 2         | 0         | 1         | 1         | 0         | .500      |
| MLB   | MLB   | 37        | 10        | 21        | 2         | 0         | .939      |

- 2018年度シーズン終了時

### 背番号
- 58 (2014年 - 2016年7月1日)
- 2 (2016年7月18日 - 同年終了)